# 목천고등학교
목천고등학교(木川高等學校)는 대한민국 충청남도 천안시 동남구 목천읍 서리에 있는 공립 고등학교이다.

## 학교 연혁
- 1975년 11월 14일 : 목천고등학교 설립 인가
- 1976년 3월 8일 : 목천고등학교 개교 및 제1회 입학식(남·여 공학 2학급)
- 2018년 11월 28일 : 학급감축 인가(학년별 4학급)
- 2023년 3월 2일 : 제26대 김범상 교장 부임
- 2025년 1월 5일 : 제 47회 졸업식
- 2025년 3월 4일 : 제 50회 입학식

## 참고 자료
- 목천고등학교 - 한국교육학술정보원 학교알리미